# Massilia antarctica
Massilia antarctica es una bacteria gramnegativa del género Massilia. Fue descrita en el año 2022, aunque inicialmente se aisló en el 2017. Su etimología hace referencia a Antártida. Es aerobia y móvil por flagelo polar. Tiene un tamaño de 0,8-1,1 μm de ancho por 1,6-2,9 μm de largo. Forma colonias circulares, convexas, lisas, brillantes, con márgenes enteros y pigmentación azul-lila en agar R2A tras 72 horas de incubación. Produce el pigmento violaceína. No crece en agar TSA, BHI, MacConkey, Mueller-Hinton ni NA. Catalasa positiva y oxidasa negativa. Temperatura de crecimiento entre 1-25 °C, óptima de 20 °C. Es sensible a los antibióticos  ciprofloxacino, gentamicina, imipenem, kanamicina, cotrimoxazol, piperaciclina, estreptomicina y tetraciclina. Resistente a cloranfenicol. Tiene un genoma de 7,4 Mpb y un contenido de G+C de 63,5%. Se ha aislado de agua dulce en la isla James Ross, en la Antártida.

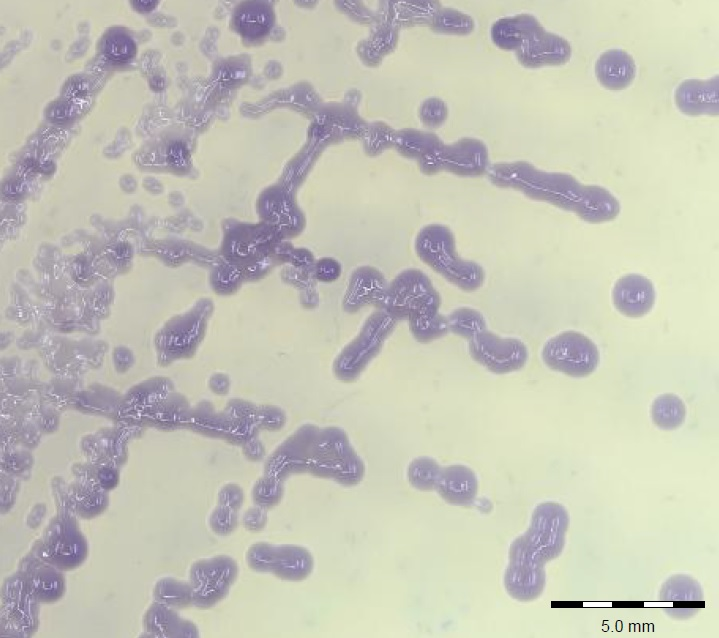
Massilia antarctica en agar R2A.